# Tomboy Bessie
Tomboy Bessie è un cortometraggio muto del 1912 diretto da Mack Sennett.

## Produzione
Il film, prodotto dalla Biograph Company, venne girato in California.

## Distribuzione
Distribuito dalla General Film Company, il film - un cortometraggio di nove minuti - uscì nelle sale cinematografiche USA il 3 giugno 1912. Nelle proiezioni, veniva programmato con il sistema dello split reel, accorpato in un'unica bobina con un altro cortometraggio prodotto dalla Biograph, la commedia Algy the Watchman.